# 杰弗里·丘 (音乐学家)

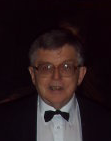
2010年1月的杰弗里·丘

杰弗里·丘（英語：Geoffrey Chew，/tʃuː/，1940年—），英国音乐学家。他出生并在南非东伦敦长大，但大部分人生都在英国度过。童年在南非接受教育后，他在英国皇家音乐学院和剑桥大学学习音乐，随后在曼彻斯特大学攻读博士学位，由汉斯·雷德利希指导。此后，他曾在阿伯丁大学、倫敦大學皇家霍洛威學院（现仍以名誉教授身份继续授课）任教，最近还在捷克布爾諾马萨里克大学任教。
丘的研究涉猎广泛，从中世纪到当代音乐，以及音乐理论，但他的主要研究兴趣集中在捷克和斯洛伐克音乐（尤其是莱奥什·雅纳切克），文学与音乐的关系，音乐分析和接受史等方面。